# Exhalimolobos burkartii
Exhalimolobos burkartii är en korsblommig växtart som först beskrevs av M.C. Romanczuk och Osvaldo Boelcke, och fick sitt nu gällande namn av Al-shehbaz och C. Donovan Bailey. Exhalimolobos burkartii ingår i släktet Exhalimolobos och familjen korsblommiga växter. Inga underarter finns listade i Catalogue of Life.